# Хюльсман, Йорг Гвидо
Йорг Гвидо Хюльсманн (родился 18 мая 1966 года) — немецкий экономист австрийской школы экономики, специалист по финансам, банковскому делу, денежно-кредитной политике, макроэкономике и финансовыми рынкам. Хюльсманн-профессор экономики и менеджмента Университету Анже.
Он является членом Европейской Академии наук и искусств, членом-корреспондентом Папской академии жизни и старшим научным сотрудником Института Мизеса. Также является вице-президентом Международного общества собственности и свободы, членом правления католической ассоциации экономов во Франции и членом Научного совета Общества Хайека в Германии, австрийского Института экономики и социальной философии и Международной академии философии в Лихтенштейне.
Хюльсманн был первым лауреатом международной премии Франца Чухеля за выдающиеся достижения в области экономического образования. Историки австрийской школы, такие как Ойген-Мария Шулак и Герберт Унтеркефлер, считают его одним из самых важных современных австрийских экономистов в Европе, наряду с Хансом-Херманом Хоппе и Хесусом Уэртой де Сото. В более широком неортодоксально экономическом сообществе, стремящемся к плюрализму в экономике, он считается ведущим экспертом и всемирно известным оратором. Он давал интервью в различных средствах массовой информации по всей Европе.

## Жизнь
Хюльсманн учился в средней школе в городе с «самым высоким процентом коммунистических избирателей во всей Западной Германии» и начал выступать с публичными речами в возрасте 15 лет. После обязательной военной службы он продолжил изучать промышленное машиностроение (Wirtschaftsingenieurwesen) в Берлинском техническом университете с 1986 по 1992 год. В 1991-1992 учебном году он участвовал в программе обмена с Тулузской бизнес-школой во Франции. Там он написал диссертацию, в которой сравнивал неомарксистскую школу с западногерманской школой неолиберализма. Он также начал изучать труды австрийской школы. После года в Тулузе он вернулся в Берлин для докторантуры под руководством Ганса-Германа Лехнера и получил степень доктора экономических наук в 1996 году. В январе 1997 года Лью Рокуэлл поручил Хюльсману написать биографию Мизеса, которую он в конечном итоге завершит в 2007 году. В 2004 году он был назначен на должность профессора в Университете Анже.

## Научное творчество
Хюльсманн является автором семи книг, редактировал или совместно редактировал ещё шесть других книг, а также опубликовал множество журнальных статей и глав книг. Его труды переведены на двадцать языков.
Его книга 2008 года «Этика производства денег» (англ. The Ethics of Money Production) была переведена на немецкий, французский, итальянский, румынский, польский и китайский языки. В 2007 году его книга «Последний рыцарь либерализма. Жизнь и идеи Людвига фон Мизеса» (англ. Mises: The Last Knight of Liberalism) была переведена на русский и китайский языки. Обе книги получили множество рецензий и вошли в список рекомендованных Бэрронс книг для чтения.
«Последний рыцарь либерализма» — единственная полномасштабная биография Людвига фон Мизеса и наиболее цитируемая публикация Хюльсмана. Он получил оценку от Брюса Колдуэлла, в то время как другие отзывы были в большинстве положительными. Историк экономики Роберт Хиггс оценил его работу как «великолепное научное достижение». В обзоре немецкая национальная газета Frankfurter Allgemeine Zeitung назвала работу «литературным событием» и сочла, что произведение «устанавливает стандарты» биографической работы. В сентябре 2016 года Китайский народный университет организовал однодневную конференцию, посвященную китайскому изданию книги.
Он также стал известен как экономист, который правильно предвидел финансовый кризис 2001 года; как сторонник дефляции. Как убежденный критик частичного банковского резервирования; как критик теории временных предпочтений процента (Time preference); за его «переосмысление» Австрийской теории капитала, открывающее новые перспективы для почтенного Кембриджского спора о капитале; и как сторонник идеи, что экономические законы являются контрфактическими априорными законами, а не эмпирическими закономерностями.

## Преподавание
Хюльсман руководит англоязычной магистерской программой в области права и финансов, и совместно руководит бакалаврской программой в области права и экономики (на французском языке) в Университете Анже.
Он также является частым гостем в Grove City College, и он преподавал в Ясском университете (Румыния), в Университете Лойолы в Новом Орлеане, в Институте CEVRO в Праге (Чешская Республика), в Университете короля Хуана Карлоса в Мадриде (Испания), в университете управления и экономики ISM в Вильнюсе (Литва) и в различных других институтах.

## Журналистика
Хюльсман писал для различных изданий в Европе, например, для национальных журналов, таких как Schweizer Monat, La Tribune, Die Zeit и Der Standard, а также для деловых журналов, таких как Wirtschaftswoche. В течение нескольких лет он был автором ежемесячной колонки для немецкого либертарианского журнала eigentümlich frei.

## Переводы
Хюльсман перевел или в соавторстве перевел книги Мюррея Н. Ротбарда «Этика свободы» и « Что сделало правительство с нашими деньгами?»., «Die Partei der Freiheit» Ральфа Райко и «Бюрократия» Людвига фон Мизеса, а также «De la production de la sécurité» Гюстава де Молинари на немецкий язык.

## Сочинения
- Последний рыцарь либерализма. Жизнь и идеи Людвига фон Мизеса = Mises: The Last Knight of Liberalism. — Социум, 2013. — 882 с. — ISBN 978-5-906401-01-4. — ISBN 978-1-933550-18-3.